# Quất
Quất, hay còn gọi là tắc hoặc hạnh, danh pháp hai phần: Citrus × microcarpa, còn được gọi là calamondin, calamansi, hoặc chanh vàng Philippine, là một giống cây lai thuộc chi Cam chanh quan trọng về mặt kinh tế được trồng chủ yếu ở Philippines. Nó có nguồn gốc từ Philippines, Borneo, Sumatra và Sulawesi (Indonesia, Malaysia và Brunei) ở Đông Nam Á; cũng như miền nam Trung Quốc và Đài Loan ở Đông Á.
Quất phổ biến trong ẩm thực Philippines truyền thống. Quả có vị rất chua tự nhiên và được sử dụng trong nhiều loại gia vị, đồ uống, món ăn, nước xốt và chất bảo quản. Quất cũng được sử dụng như một thành phần trong ẩm thực Malaysia và Indonesia. Ở Việt Nam, cây quất thường trồng làm cảnh hoặc bonsai, ra quả và được trưng bày vào dịp Tết vì niềm tin cho rằng quất là biểu tượng may mắn.
Quất là giống lai giữa kim quất (trước đây được xét là thuộc một chi riêng biệt Fortunella) và một loài cam chanh khác (trong trường hợp này có lẽ là quýt thường).

## Tên gọi trong tiếng Anh

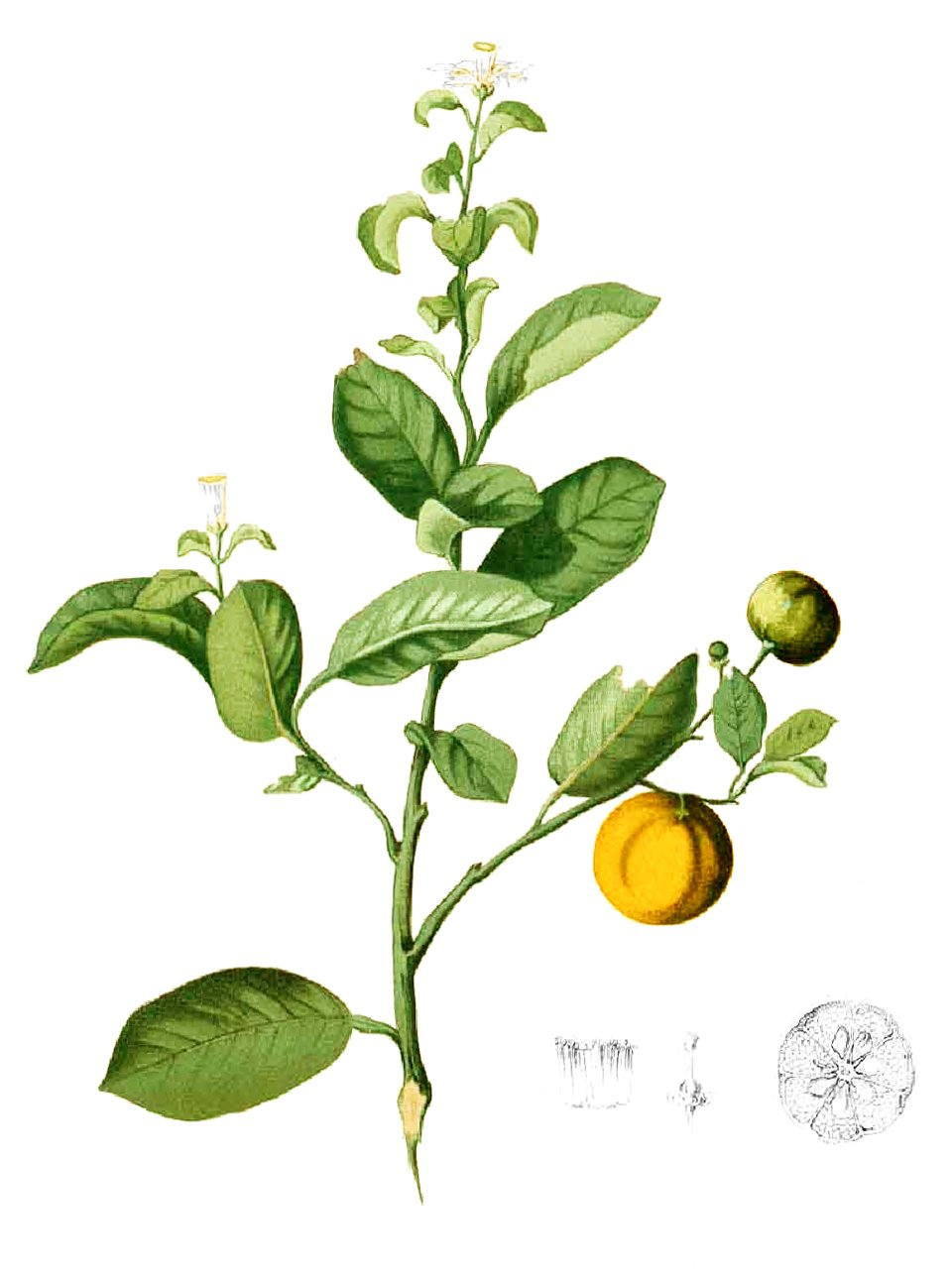
Cây quất được Blanco vẽ, từ Flora de Filipinas (1837)

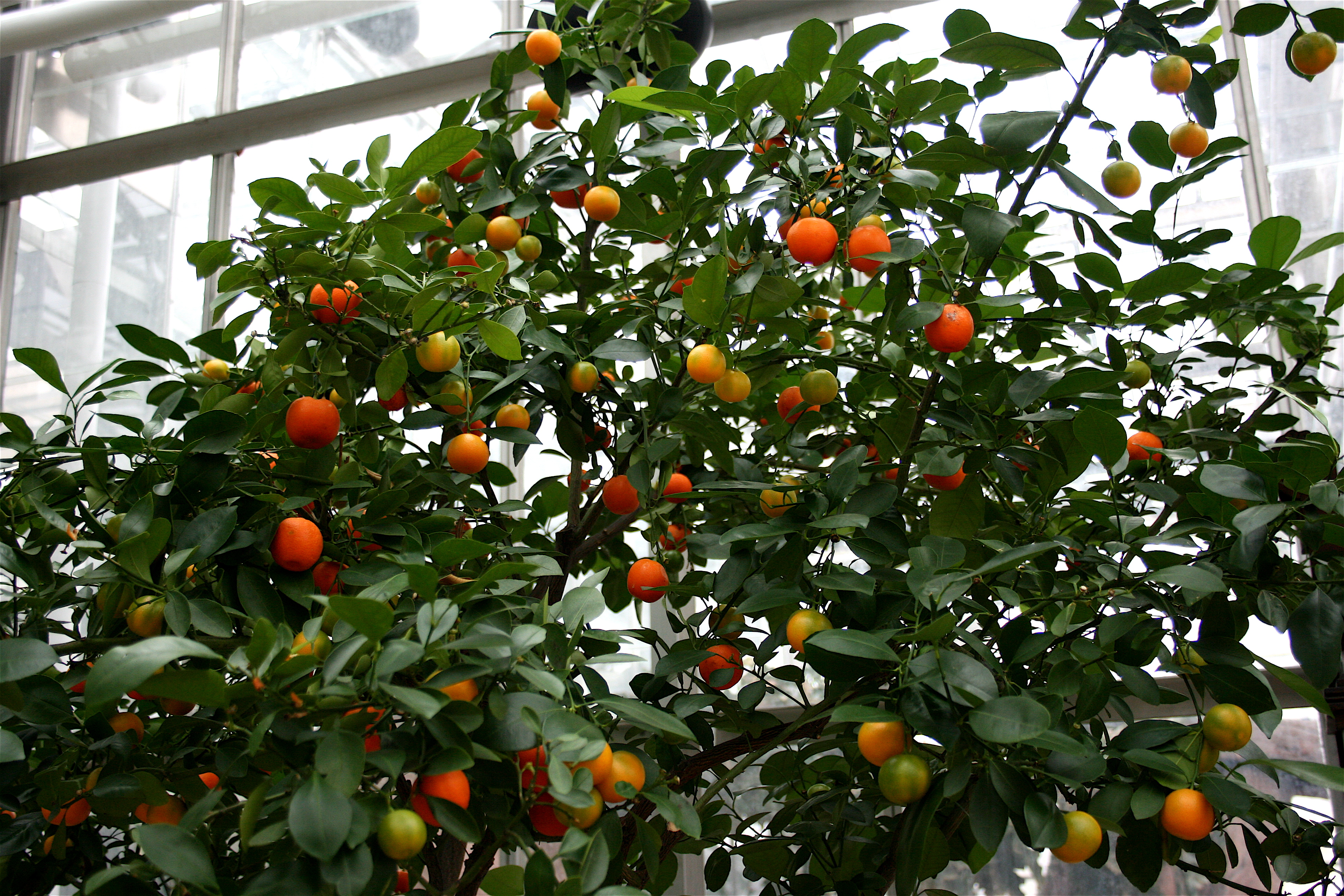
Cây quất ra quả

Cây quất trong tiếng Anh có tên calamansi. Calamansi là cách đánh vần tiếng Anh Philipine của Tagalog kalamansi ([kɐlɐmɐnˈsɪʔ]), và là tên được biết đến rộng rãi nhất ở Philippines. Ở các vùng của Hoa Kỳ (đặc biệt là Florida), calamansi còn được gọi là "calamondin", một tên cũ từ thời Philippines thuộc Mỹ. Nó là dạng Anh hóa của tên tiếng Tagalog thay thế kalamunding . Các tên tiếng Anh phổ biến khác của quất gồm có: lemonsito (hoặc limoncito), chanh philippine, calamonding, cam calamondin, calamandarin, chanh vàng kim, chanh vàng Philippines, cam Panama (cũng được sử dụng cho là kim quất), cam xạ hương, kẹo đắng và cam chua.

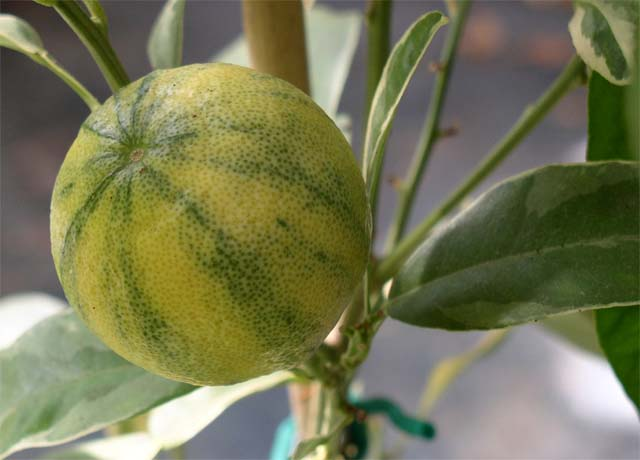
Quả quất đột biến

Quất trước đây được xác định là Citrus mitis Blanco, C. microcarpa Bunge hoặc C. madurensis Lour., tất cả đều được gọi là cây có múi. Hệ thống phân loại cây có múi của Swingle sẽ xếp quất vào một chi riêng biệt, Fortunella, biến quất thành một giống lai giữa các chi. Năm 1975, cây được John Ingram và Harold E. Moore đặt cho cái danh pháp lai × Citrofortunella mitis dựa trên danh pháp loài của Blanco. Nhưng đến năm 1984, D. Onno Wijnands đã chỉ ra rằng danh pháp loài của Bunge, C. microcarpa (1832), có trước Citrus mitis của Blanco (1837), khiến × Citrofortunella microcarpa trở thành danh pháp thích hợp. Phân tích phát sinh chủng loại hiện đặt quất trong cùng một chi với các loại cam chanh khác, có nghĩa là các giống lai của nó, bao gồm cả những giống trước đây được đặt danh pháp là × Citrofortunella, cũng thuộc Citrus .

## Mô tả
Quất, Citrus x microcarpa, là cây bụi hoặc cây gỗ nhỏ mọc cao 3–6 m (10–20 ft). Cây mang đặc trưng ở các phần phụ giống như cánh trên cuống lá và hoa màu trắng hoặc tía. Quả quất giống như một quả chanh tròn, nhỏ, thường có đường kính 25–35 mm (0,98–1,38 in), nhưng đôi khi lên đến 45 mm (1,8 in). Phần thịt quả giữa và nước ép có màu cam của quýt với vỏ cam rất mỏng khi chín. Mỗi quả chứa từ 8 đến 12 hạt.

### Đột biến loang lỗ
Ngoài ra còn có một đột biến loang lỗ của quất thường, hiển thị các sọc màu xanh lá cây trên quả vàng.

## Sử dụng

### Nghệ thuật ẩm thực
Các loại trái cây có vị chua và thường được sử dụng để bảo quản hoặc nấu ăn. Quất là quả có múi nhỏ được sử dụng để tạo hương vị cho thức ăn và đồ uống. Mặc dù hình dáng bên ngoài và hương thơm, nhưng hương vị của quả khá chua, mặc dù vỏ có vị ngọt. Marmalade quất có thể được làm theo cách tương tự như marmalade cam. Quả là nguồn cung cấp vitamin C.
Quả có thể được đông lạnh toàn bộ và được sử dụng làm đá viên trong đồ uống như trà, nước ngọt, nước và cocktail. Nước ép có thể được sử dụng thay cho loại chanh Ba Tư thông thường (còn gọi là chanh Bearss). Nước ép được chiết xuất bằng cách nghiền toàn bộ quả và tạo ra một thức uống có hương vị tương tự như nước chanh. Rượu mùi có thể được làm từ toàn bộ quả, kết hợp với rượu vodka và đường.

### Philippines
Trong ẩm thực Philippines, nước ép quất được dùng để ướp và nêm gia vị cho cá, thịt gà và thịt lợn. Chúng cũng được sử dụng như một thành phần trong các món ăn như sinigang (nước dùng thịt chua hoặc hải sản) và kinilaw (cá sống ướp trong giấm và/hoặc nước ép cam quýt). Quất thường được sử dụng như một loại gia vị trong các món ăn như pancit hoặc lugaw, hoặc trong gia vị sawsawan cơ bản như nước ép quất và nước tương/nước mắm dùng cho cá, chả giò, bánh bao và các món mặn khác nhau. Quất cũng được sử dụng trong nhiều loại đồ uống khác nhau, đáng chú ý là nước ép quất, một loại đồ uống của người Philippines tương tự như nước chanh.

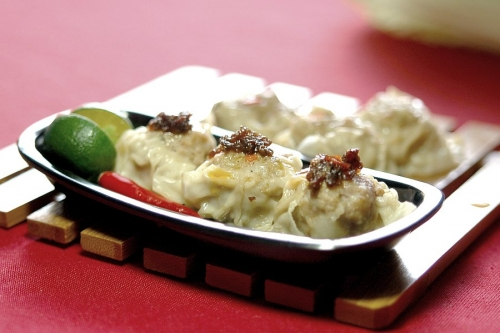
Quất được sử dụng ở giai đoạn chín một phần với nước tương, giấm và/hoặc ớt labuyo như một phần của món nước chấm phổ biến nhất trong ẩm thực Philippines, ăn cùng xíu mại
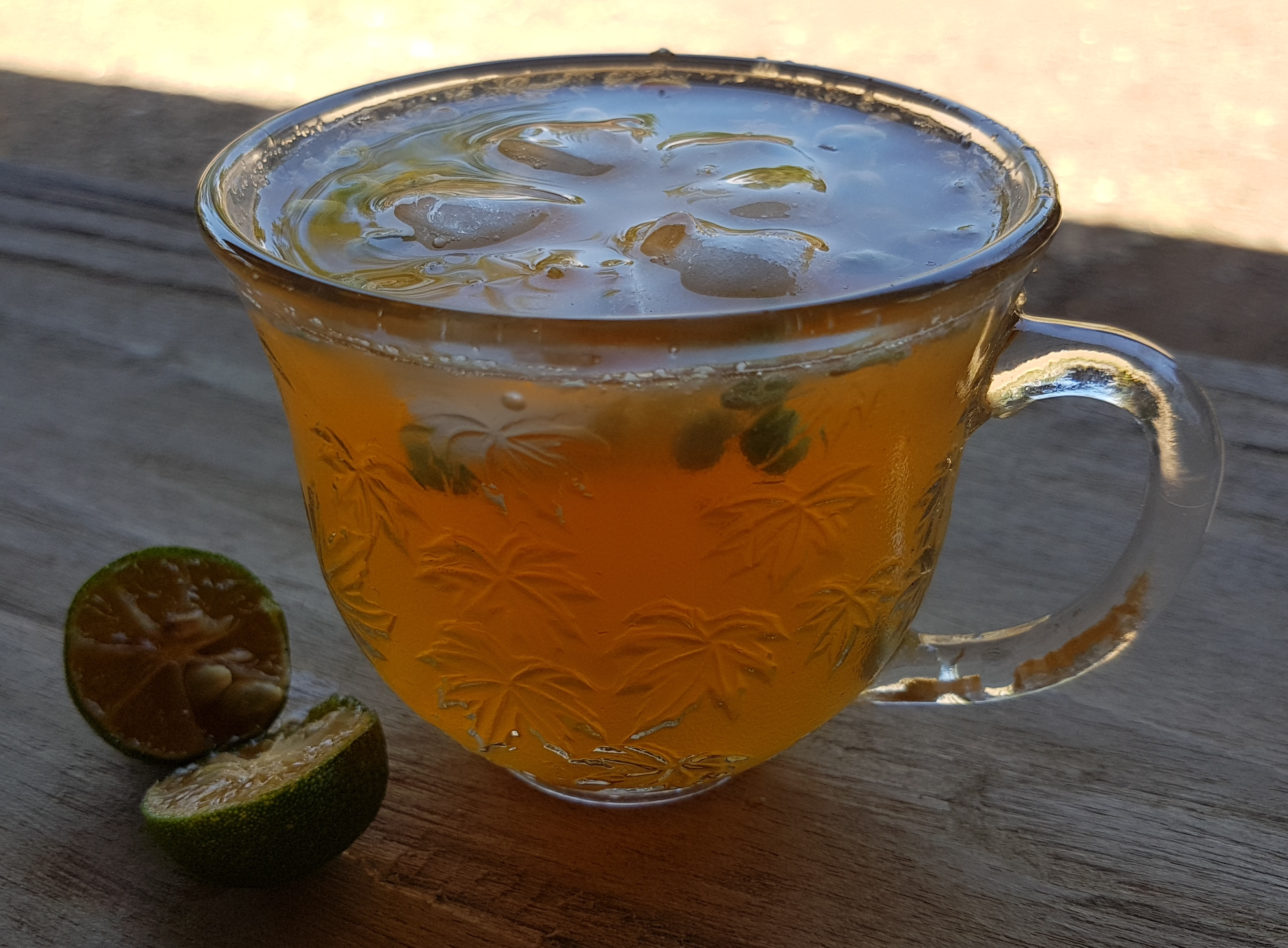
Nước ép quất tại Philippines

### Indonesia
Quả được sử dụng trong các công thức nấu ăn địa phương ở miền bắc Indonesia, đặc biệt là xung quanh khu vực Bắc Sulawesi. Cá được vẩy và ướp với nước cốt trước khi nấu để khử mùi "tanh". Kuah asam ("canh chua") là một loại món cá sạch của vùng được nấu từ nước ép quất.

### Việt Nam
Quả quất được dùng như một loại gia vị, vắt trực tiếp vào các món ăn như bánh tráng trộn, phở, bún bò Huế, hủ tiếu,... Vào dịp Tết Nguyên Đán, người dân thường trưng bày cây quất cảnh với niềm tin cho rằng quất là biểu tượng của may mắn.

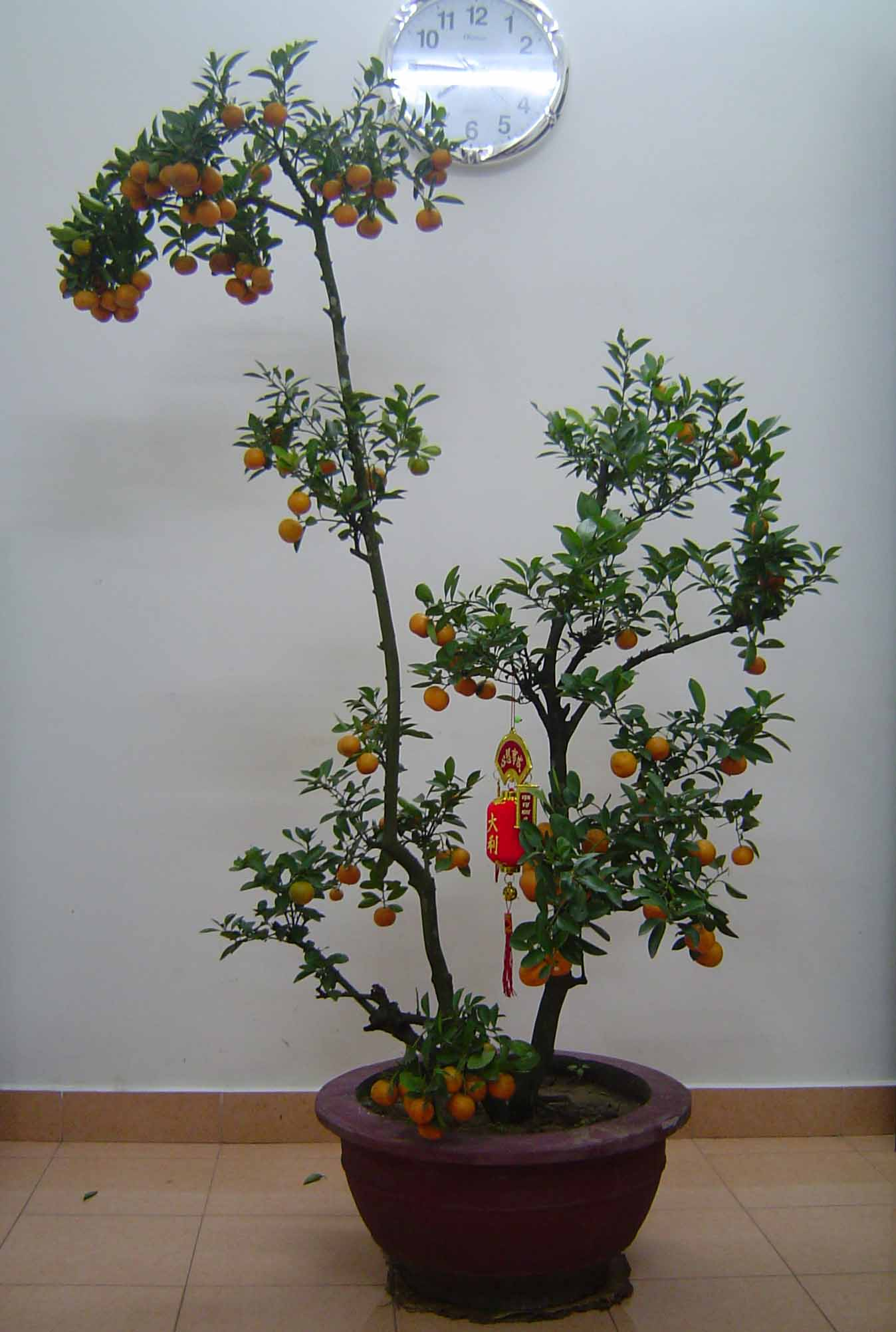
Cây quất cảnh vào dịp Tết Nguyên Đán
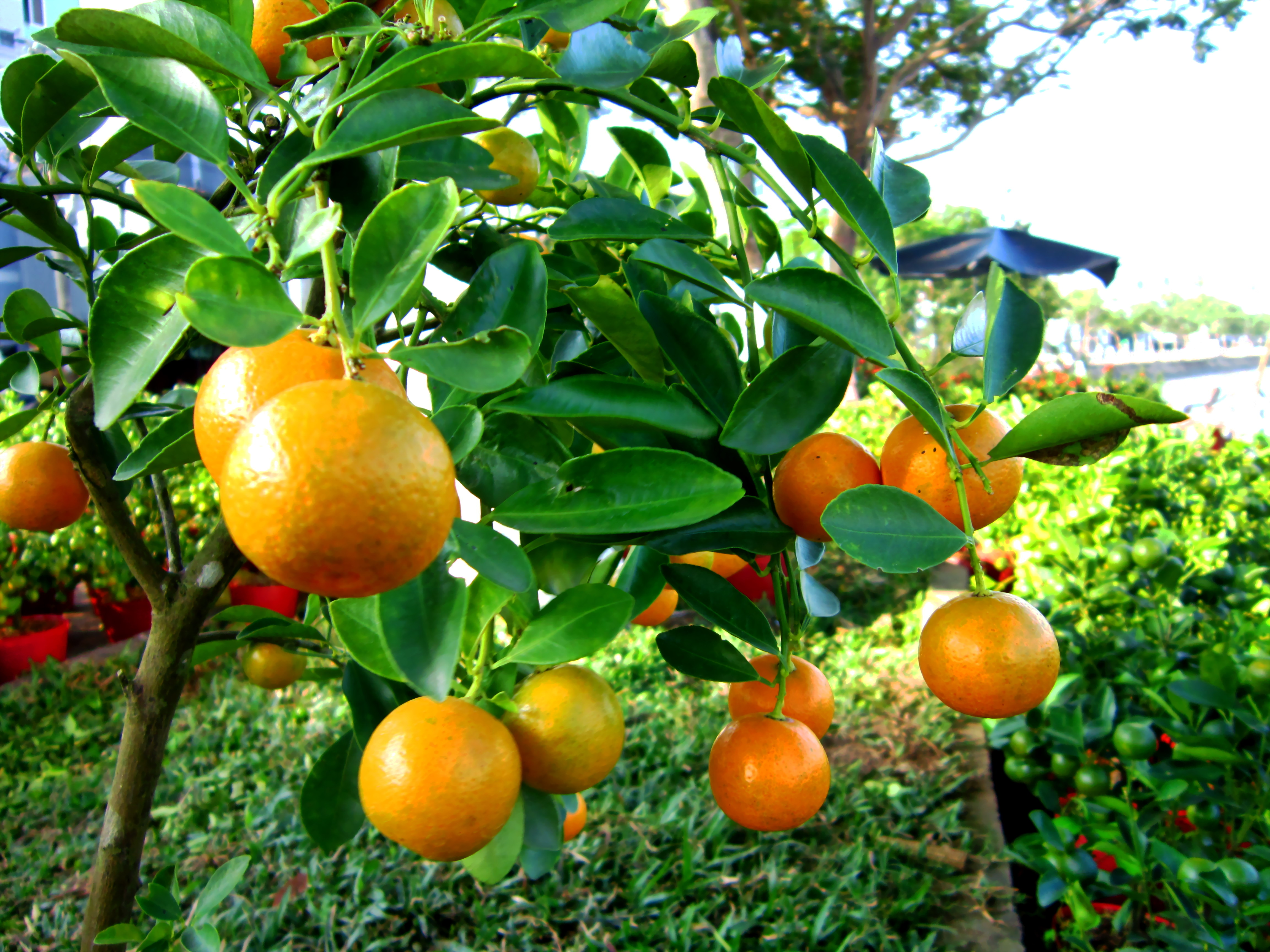
Cành quất cảnh
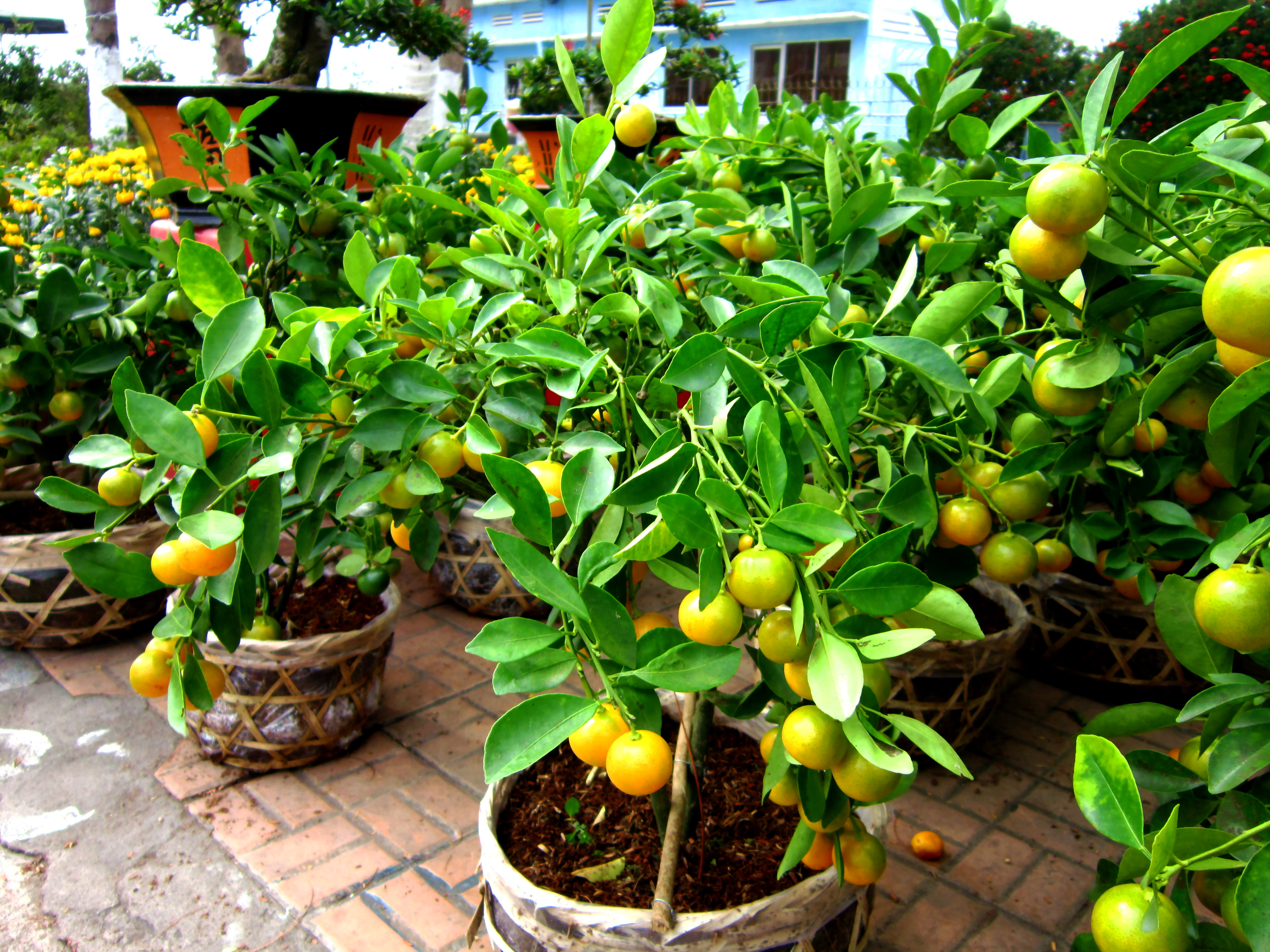
Quất được bày bán tại chợ Hoa Xuân năm Giáp Ngọ (2014) ở Long Xuyên
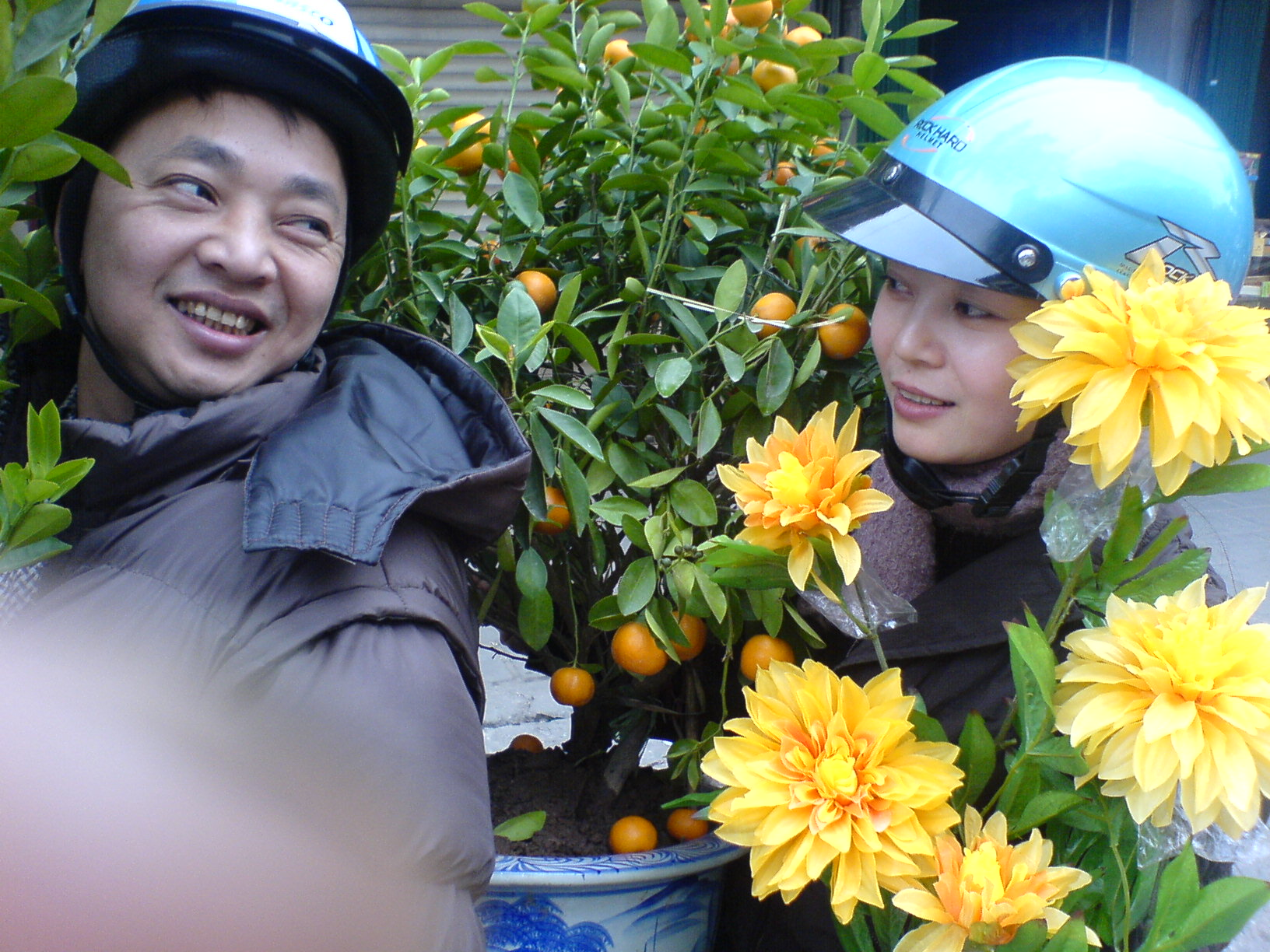
Người dân mua quất

### Florida, Hoa Kỳ
Ở Florida, quả quất được sử dụng ở dạng chín hoàn toàn với hương vị đậm đà hơn so với dạng chưa chín. Người nếm thử ghi chú các nguyên tố của quả mơ, quýt, chanh, dứa và ổi. Vỏ mỏng đến mức mỗi quả phải được cắt bằng tay để tránh bị rách. Có thể sử dụng toàn bộ quả trừ cuống và hạt. Chúng được chế biến bằng tay và xay nhuyễn hoặc ép lấy nước và được sử dụng trong các sản phẩm khác nhau như bánh quất, coulis, marmalade và mứt. Vỏ có thể được khử nước và được sử dụng làm hương liệu cho người sành ăn với muối và đường. Loại quả này phổ biến với các đầu bếp ở Florida dưới dạng bánh từ những năm 1920 đến 1950.
Những người Florida trồng quất trong sân thường sử dụng nước ép trong một biến thể mùa hè của nước chanh xanh hoặc nước chanh vàng, như đề cập bên trên và giữ chút vị chua, món sẽ giải cơn khát với hương vị đặc biệt. Ngoài ra, quất có thể được dùng với cá và hải sản, hoặc bất cứ đâu sử dụng bất kỳ loại cam quýt chua nào khác.

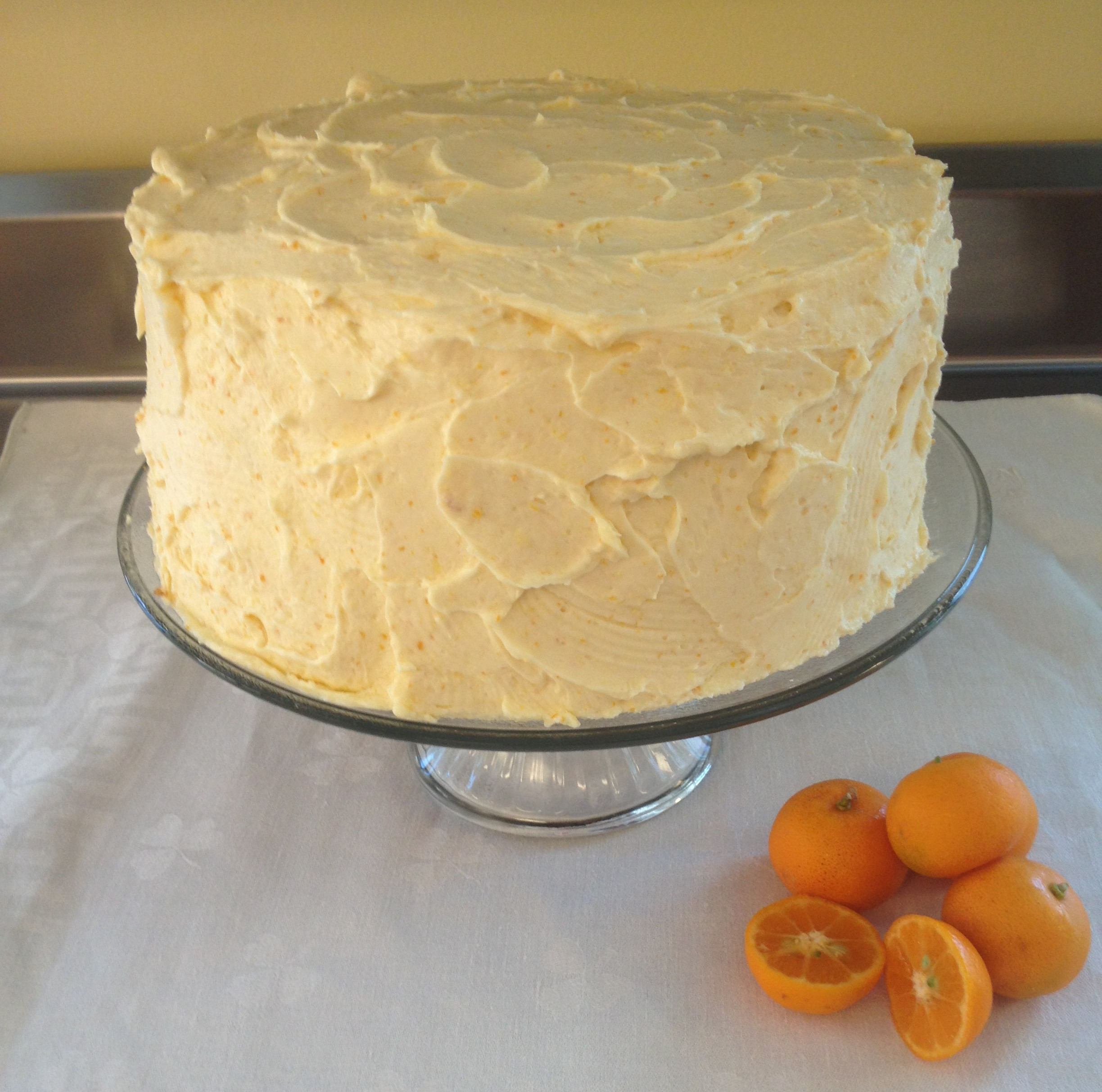
Bánh quất phủ sương tại Florida
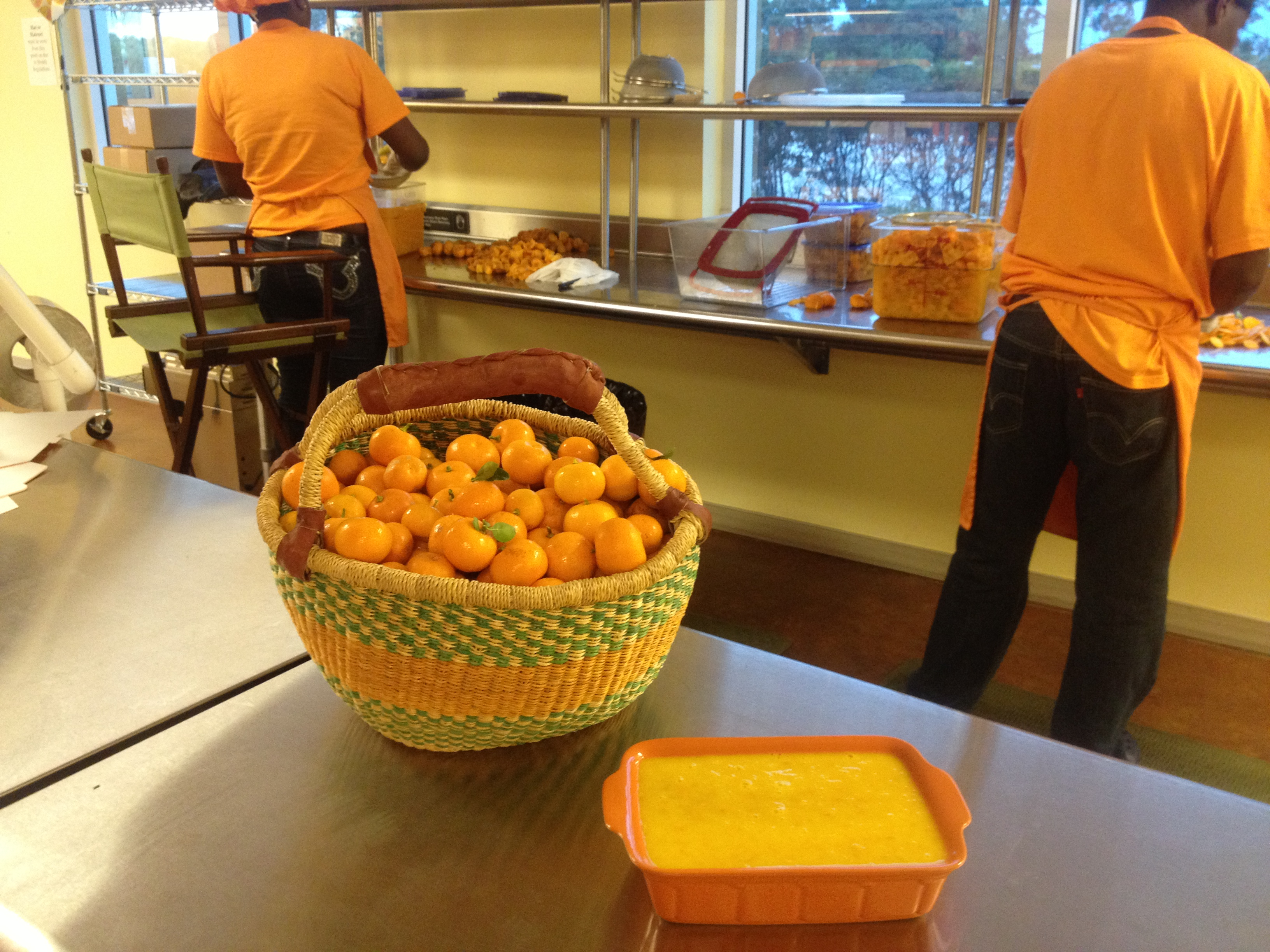
Quất trong một cửa hiệu bánh

## Trồng trọt

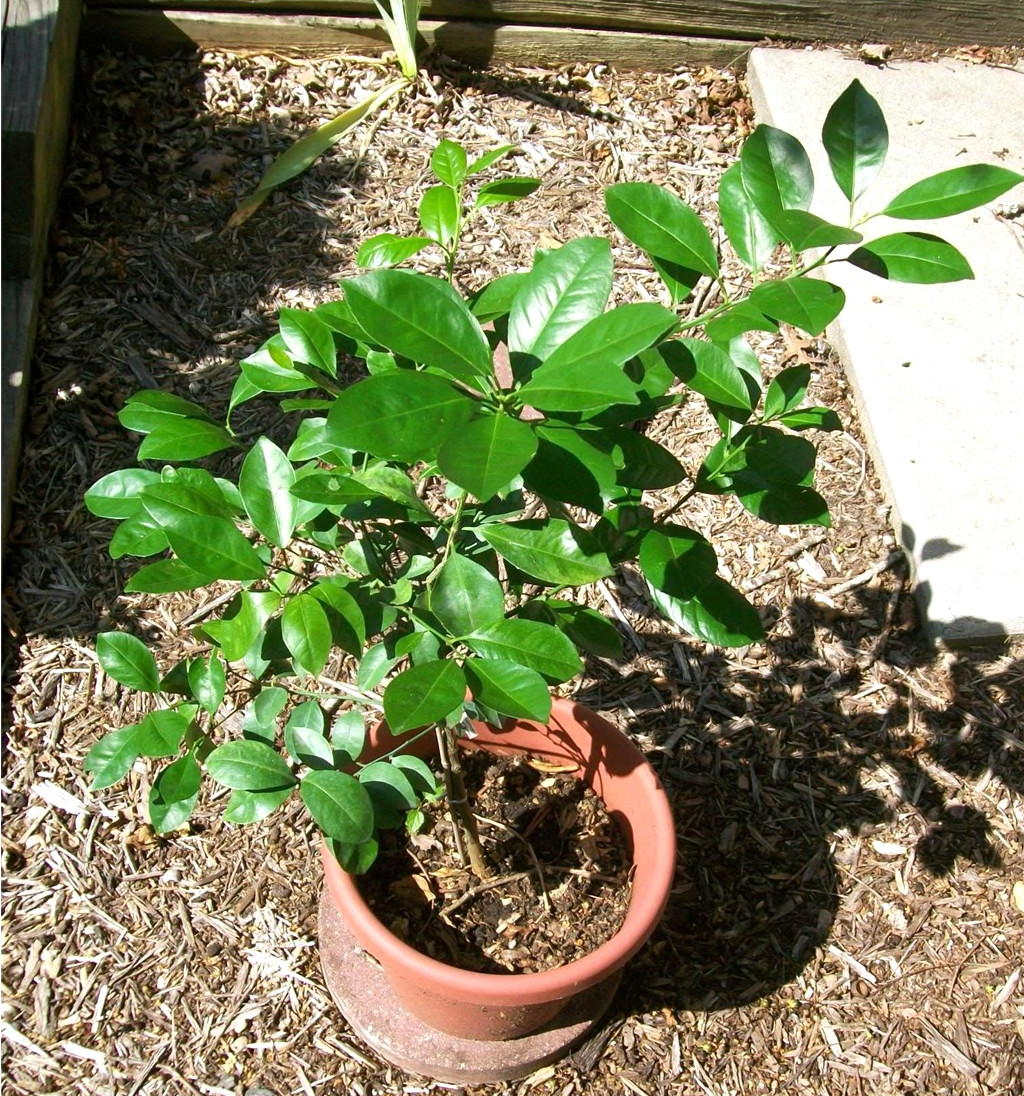
Cây giống quất được trồng

Philippines là nước sản xuất quất lớn duy nhất. Cây được xếp hạng là loại cây ăn quả được trồng rộng rãi thứ tư ở Philippines, sau chuối, xoài và dứa. Quất chủ yếu được trồng để chiết xuất nước ép xuất khẩu sang Hoa Kỳ, Nhật Bản, Hàn Quốc, Canada và Hồng Kông cùng nhiều nước khác. Philippines xuất khẩu từ 160.000 đến 190.000 tấn nước ép quất mỗi năm. Các trung tâm sản xuất chính bao gồm Vùng Tây Nam Tagalog, Trung Luzon và bán đảo Zamboanga. Trồng quất đã trải rộng từ Philippines khắp Đông Nam Á, Ấn Độ, Hawaii, Tây Ấn, Trung và Bắc Mỹ, mặc dù chỉ ở quy mô nhỏ.
Ở vùng cận nhiệt đới và các vùng ôn đới ấm áp của Bắc Mỹ, × Citrofortunella microcarpa được trồng chủ yếu làm cây cảnh trong vườn, trồng trong chậu và vườn chứa trên sân thượng và hiên nhà. Cây đặc biệt thu hút khi ra quả.
Cây rất nhạy cảm với thời tiết lạnh kéo dài và/hoặc cực lạnh. Do đó chỉ được trồng ngoài trời ở vùng nhiệt đới, cận nhiệt đới và những vùng ấm hơn của khí hậu ôn đới ấm áp (chẳng hạn như đồng bằng ven biển phía đông nam Hoa Kỳ (USDA khu 8b - 11), vùng đất của California, nam Arizona, nam Texas và Hawaii). Cây trồng trong chậu được đưa vào nhà kính, phòng tắm nắng hoặc trong nhà như cây trồng trong nhà vào thời kỳ mùa đông ở những vùng có khí hậu mát mẻ hơn.
Khi trồng ở Vương quốc Anh, loại cây này đã giành được Giải thưởng Bằng khen Vườn tược của Hiệp hội Làm vườn Hoàng gia  (xác nhận năm 2017).